# Tecumseh n.º 65
Tecumseh n.º 65 es un municipio rural canadiense situado en la provincia de Saskatchewan.

## Superficie
Tecumseh n.º 65 tiene una superficie de 798,92 km².

## Demografía
En 2021, tenía 255 habitantes, una densidad poblacional de 0,3 hab./km², y 130 viviendas.